# Выборы глав субъектов Российской Федерации в 1999 году
В 1999 году в России проходило значительное число выборов глав регионов.
| Дата выборов | Вид выборов                                                     | Результаты выборов (избранное должностное лицо, повторное голосование, недействительность выборов)       | Итоги голосования (в процентах) | Примечания |
| 25 апреля    | Выборы президента Карачаево-Черкесии                            | Ни один из кандидатов не набрал 50 %, назначено повторное голосование Станислав Дерев — Владимир Семёнов | активность — 78,75 % Станислав Дерев, мэр Черкесска — 40,1 % Владимир Семёнов, бывший главком Сухопутных войск — 17,9 % Михаил Якуш, 1-й секретарь республиканского комитета КПРФ — 15,89 % Магомед Каитов, полпред КЧР в Москве — 8,47 % Владимир Хубиев, действующий президент — 6,61 % Борис Эбзеев, судья Конституционного суда — 6,57 % … | |
| 16 мая       | Выборы президента Карачаево-Черкесии (повторное голосование)    | Владимир Семёнов (вступил в должность в сентябре 1999 года после разрешения политического кризиса)       | активность — 70,17 % Владимир Семёнов — 75,02 % Станислав Дерев — 21,39 % против всех — 2,33 % | |
| 30 мая       | Выборы главы администрации Белгородской области                 | | Евгений Савченко, действующий губернатор — 53,4 % Михаил Бесхмельницын, аудитор Счётной палаты — 19,7 % Владимир Жириновский, председатель ЛДПР — 17,4 % Владимир Набока, руководитель миграционной службы по Белгородской области — 0,3 % | |
| 29 августа   | Выборы губернатора Свердловской области                         | Повторное голосование Александр Бурков — Эдуард Россель                                                  | активность — 40,92 % Эдуард Россель, действующий губернатор — 40 % Александр Бурков, лидер движения «Май» — 18,36 % Аркадий Чернецкий, мэр Екатеринубга — 15,49 % Владимир Кадочников, 1-й секретарь обкома КПРФ — 9,64 % Игорь Ковпак, директор сети супермаркетов — 8,9 % Ирина Белкова, заведующая детским садом — 1,10 % Андрей Селиванов, депутат Госдумы — 0,61 % против всех — 4,81 % | … |
| 5 сентября   | Выборы губернатора Новгородской области                         | Михаил Прусак                                                                                            | активность — 50,16 % Михаил Прусак — 91,56 % Анатолий Пешков, директор государственного унитарного предприятия «Шелонь» — 1,62 % Александр Деманов, лидер местного отделения ЛДПР — 1,3 % Михаил Нефёдов, директор Бюро технической инвентаризации области — 0,62 % против всех — 2,76 % | … |
| 5 сентября   | Выборы губернатора Омской области                               | | активность — 37,62 % Леонид Полежаев, действующий губернатор — 57,03 % Александр Кравец, первый секретарь обкома КПРФ — 26,36 % Александр Захаров, глава администрации Муромцевского района — 3,24 % против всех — 10,05 % | |
| 12 сентября  | Выборы губернатора Свердловской области (повторное голосование) | | активность — 37,62 % Эдуард Россель — 63,09 % Александр Бурков — 28,26 % против всех — 6,8 % | |
| 19 сентября  | Выборы губернатора Ленинградской области                        | | активность — 42,58 % Валерий Сердюков, и. о. губернатора — 30,30 % Вадим Густов, экс-губернатор — 22,83 % Валерий Ковалёв, ректор Санкт-Петербургского Государственного университета путей сообщения — 17,36 % Виктор Зубков, замминистра Российской Федерации по налогам и сборам — 8,64 % Дамир Шадаев, депутат ЗС Ленинградской области — 5,86 Анатолий Пониделко, председатель Регионального отделения Межрегиональной общественной организации «Ратники Отечества» — 2,36 % Юрий Соколов, первый вице-губернатор Ленинградской области — 1,87 % Дмитрий Силаев, председатель территориальной организации Профсоюза защиты пенсионеров Санкт-Петербурга и Ленинградской области — 0,74 % Борис Моисеев, депутат Государственной думы (Яблоко) — 0,71 % Юрий Кузнецов, депутат Государственной думы (ЛДПР) — 0,62 % Александр Лесков, начальник Северо-Западного Управления холдинга «Росно» — 0,50 % Алексей Козырев — 0,20 % Геннадий Золоторубов, Президент фонда безопасности и здоровья — 0,18 % Василий Терентьев, председатель Антикоммунистической партии — 0,09 % Вячеслав Марычев, референт генерального директора ОАО «Сталепрокатный завод» — 0,09 % против всех — 5,18 % | … |
| 19 сентября  | Выборы губернатора Томской области                              | | активность — 48,61 % Виктор Кресс, действующий губернатор — 72,92 % Александр Деев, депутат Государственной Думы Томской области — 13,97 % Анатолий Чемерис, председатель Томского регионального отделения союза «Чернобыль» — 4,75 % Андрей Недопасов, председатель региональной общественной организации «Томск исторический» — 0,79 % Алексей Волков, директор государственного специализированного лечебно-реабилитационного учреждения санаторий «Чажемто» — 0,47 % Геннадий Яковлев, исполнительный директор ООО «Ремсер» — 0,35 % против всех — 3,75 % | … |
| 19 декабря   | Выборы мэра Москвы                                              | | активность — 66 % Юрий Лужков, действующий мэр / Валерий Шанцев, действующий вице-мэр — 71,68 % Сергей Кириенко, бывший премьер-министр / Вячеслав Глазычев, архитектор — 11,41 % Павел Бородин, управделами Президента РФ / Леонид Трошин, начальник управления Федеральной службы налоговой полиции — 6,12 % Евгений Мартынов, вице-президент АО «Стальконструкция» / Сергей Серёгин, главный инженер НИИ часовой промышленности — 3,12 % Дмитрий Васильев, лидер НПФ «Память» / Александр Нетесов, консультант НПФ «Память» — 1,11 % Алексей Митрофанов, член руководства ЛДПР / Андрей Брежнев, внук Л. И. Брежнева — 0,61 % Владимир Воронин, бывший квартирный маклер / Светлана Савинова, старший инженер Объединённого института ядерных исследований — 0,37 % Владимир Киселёв, гендиректор торгово-производственного предприятия «Алтуфьево» / Василий Киреев — 0,2 % | 14 декабря сняли свои кандидатуры депутат Госдумы Владимир Семаго и военный пенсионер Борис Берестов, 16 декабря снялись с выборов зампред Комитета здравоохранения Москвы Иван Лешкевич и гендиректор Центра по проектированию и строительству зданий «Поликварт» Андрей Семечкин |
| 19 декабря   | Выборы Губернатора и Вице-губернатора Московской области        | во II тур (9 января 2000 года) вышли Борис Громов/Михаил Мень — Геннадий Селезнёв/Владимир Кашин         | активность — 62,24 % Геннадий Селезнёв, председатель ГД, член ЦК КПРФ / Владимир Кашин, академик РАСХН (член ЦК КПРФ) — 27,52 % Борис Громов, депутат Госдумы (ОВР) / Михаил Мень, депутат Госдумы («Яблоко») — 20,91 % Александр Тихонов, президент Союза биатлонистов России / Сергей Селивёрстов, старший научный сотрудник ВНИИ МВД РФ — 15,12 % Анатолий Тяжлов, действующий губернатор / Василий Голубев, 1-й вице-губернатор области — 10,51 % Борис Фёдоров, председатель ВОПД «Вперёд Россия!» / Александр Лебедев, председатель ОАО АКБ «Национальный резервный банк» — 9,15 % Владимир Брынцалов, депутат Госдумы / Владимир Алексеев, заместитель председателя Мособлдумы — 5,02 % Анатолий Долголаптев, депутат Мособлдумы / Владимир Меньшов, кинорежиссёр — 1,38 % Сергей Попов, президент Московского областного союза предприятий безопасности / Ильшат Сафаргалиев, гендиректор Инвестбюро содействия развитию Республики Татарстан — 1,19 % Владимир Клименко, замминистра по чрезвычайным ситуациям России / Юрий Тебин, депутат Мособлдумы — 1,13 % против всех — 5,96 %                                                                                            | … |
| 19 декабря   | Выборы Главы администрации Тамбовской области                   | I тур победителей не выявил                                                                              | активность — 61,55 % Александр Рябов, глава администрации Тамбовской области — 29,29 % Олег Бетин, полномочный представитель Президента РФ в Тамбовской области — 28,54 % Андрей Франц — 13,93 % Владимир Пучнин — 06,40 % Виктор Федулов — 4,19 % Эдуард Немцов — 3,50 % Владимир Филиппов — 1,40 % Станислав Ляшев — 0,59 % против всех — 9,82 % | … |
| 19 декабря   | Выборы Губернатора Новосибирской области                        | I тур победителей не выявил                                                                              | активность — 64 % Виктор Толоконский, мэр Новосибирска — 26,27 % Иван Стариков, заместитель министра экономики РФ — 20,91 % … против всех — 4,23 % | … |
| 26 декабря   | Выборы Главы администрации Тамбовской области                   | | активность — 44,60 % Олег Бетин, полномочный представитель Президента РФ в Тамбовской области — 50,34 % Александр Рябов, глава администрации Тамбовской области — 44,16 % против всех — 4,46 % | … |